# Fürstenstand
Fürstenstand är en kulle i Österrike.   Den ligger i distriktet Graz Stadt och förbundslandet Steiermark, i den östra delen av landet, 150 km sydväst om huvudstaden Wien. Toppen på Fürstenstand är 754 meter över havet.
Terrängen runt Fürstenstand är kuperad åt nordväst, men åt sydost är den platt. Runt Fürstenstand är det mycket tätbefolkat, med 1 692 invånare per kvadratkilometer.. Närmaste större samhälle är Graz, 5,4 km öster om Fürstenstand. 
Runt Fürstenstand är det i huvudsak tätbebyggt.